# Dongjiao

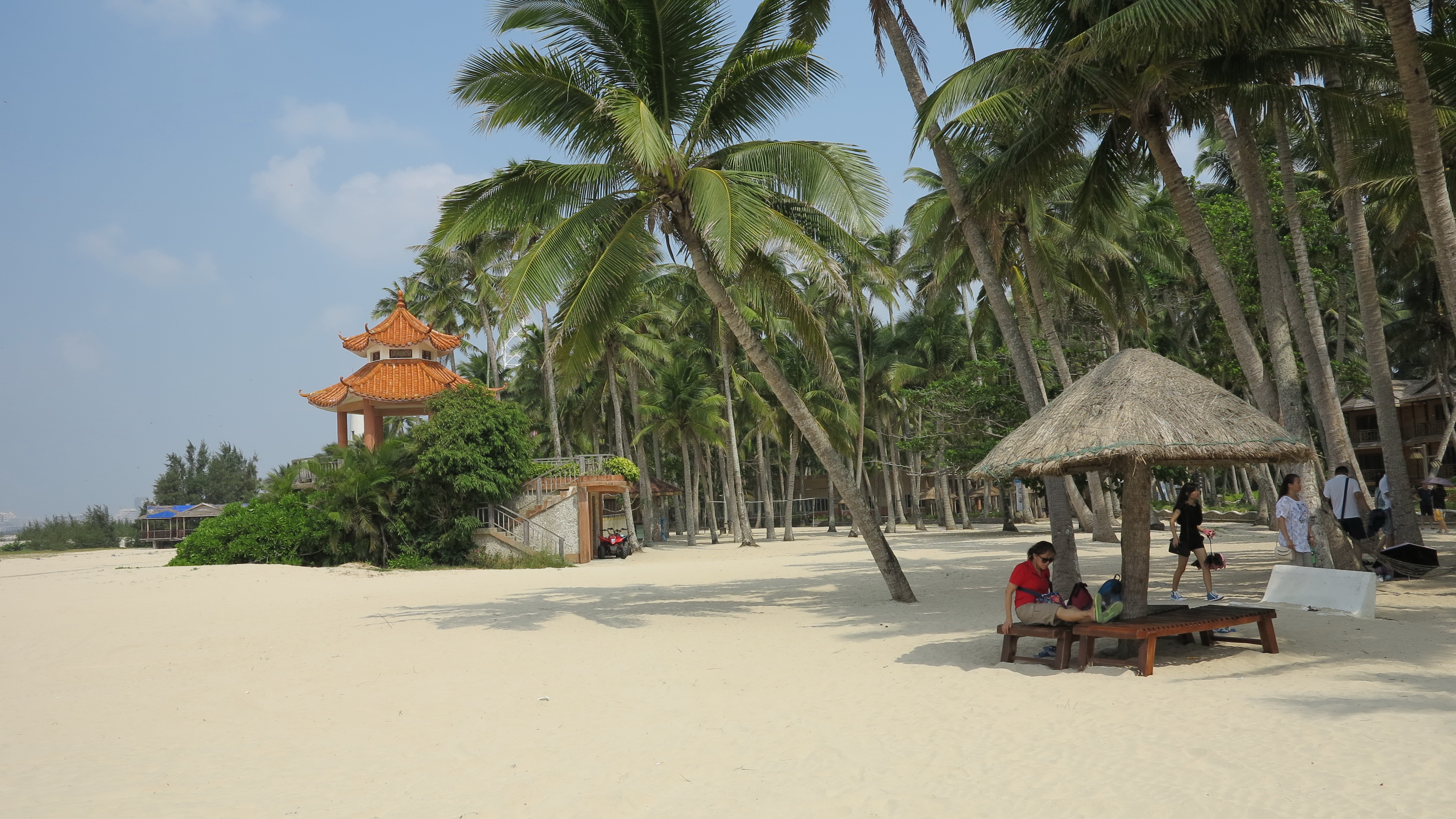
Kokoswald-Bucht an der Einfahrt zum Qinglan-Hafen

Dongjiao (chinesisch 東郊鎮 / 东郊镇, Pinyin Dōngjiāo Zhèn, „Östlicher Vorort“) ist eine Großgemeinde 4 km östlich der direkt der Provinzregierung unterstellten kreisfreien Stadt Wenchang der chinesischen Provinz Hainan. Dongjiao liegt auf der Wencheng (文城镇) gegenüberliegenden Seite des Qinglan-Hafens und ist mit der Stadt über die 2012 eröffnete Qinglan-Brücke verbunden. Die Großgemeinde besitzt eine Fläche von 88 km², im Jahr 2021 hatte sie 48.744 registrierte Einwohner.

## Administrative Gliederung
Die Großgemeinde Dongjiao setzt sich aus 15 Dörfern und einer Einwohnergemeinschaft zusammen. Diese sind:
| Einwohnergemeinschaft Dongjiaoxu (东郊墟社区), Regierungssitz der Großgemeinde; Dorf Baoyu (宝玉村); Dorf Baoshan (豹山村); Dorf Dongjiao (东郊村); Dorf Jianhuashan (建华山村); Dorf Liangmei (良梅村); Dorf Liangtian (良田村); Dorf Matou (码头村); | Dorf Qianjin (前进村); Dorf Qinggang (清港村); Dorf Shangpo (上坡村); Dorf Taishan (泰山村); Dorf Yehai (椰海村); Dorf Yelin (椰林村); Dorf Zhongnan (中南村); Dorf Zhongshan (中山村). |

## Qinglan-Brücke

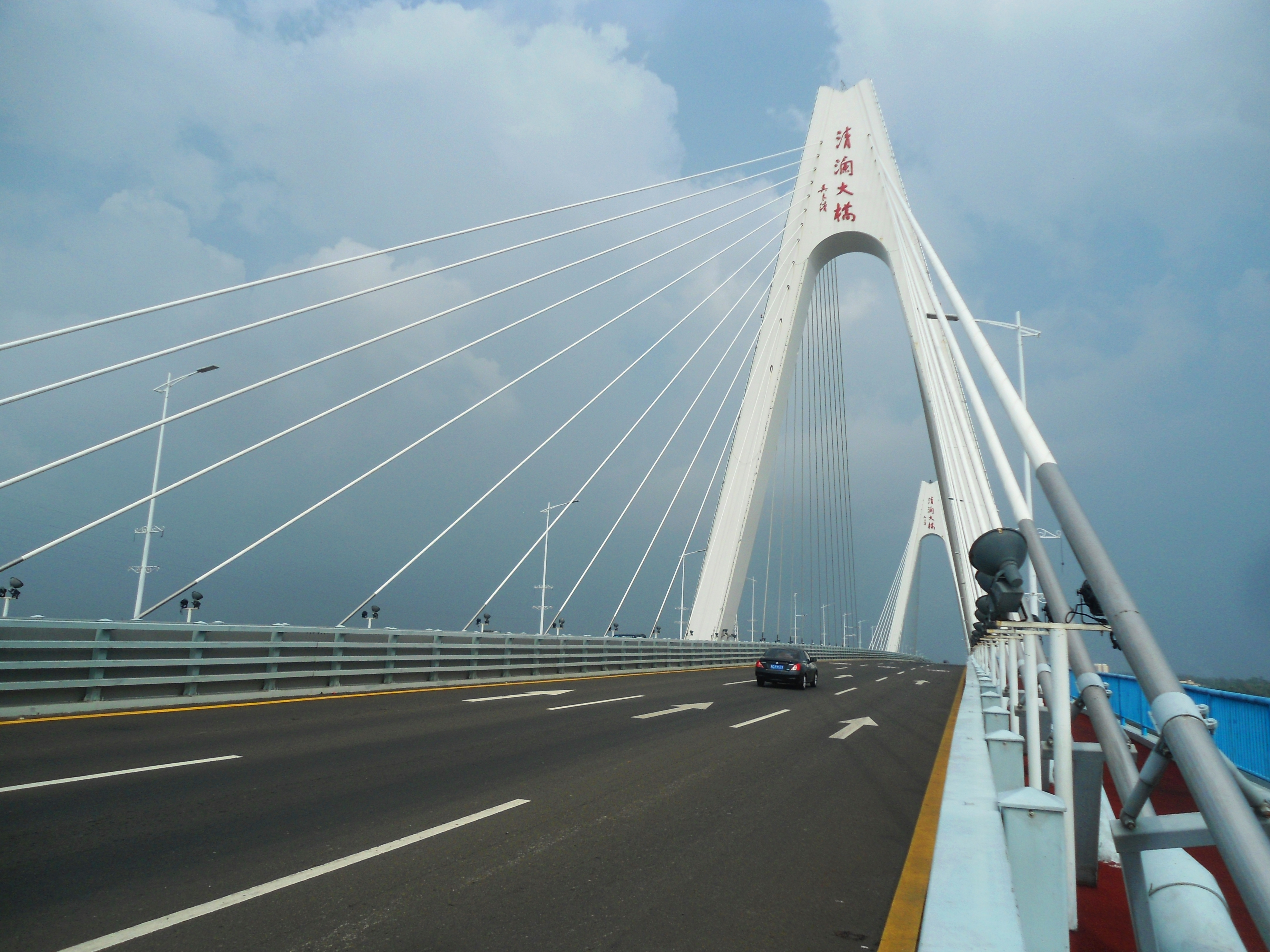
Qinglan-Brücke

Die alltägliche Verbindung zwischen Wencheng und Dongjiao wurde ursprünglich von kleinen Fährbooten für acht bis 10 Personen sowie etwa gleich großen Frachtbooten aufrechterhalten, manchmal motorisiert, oft gerudert, an den flachen Stellen bei Dongjiao auch gestakt.
Im Zusammenhang mit dem Bau des Kosmodroms Wenchang, das eine lastwagentaugliche, möglichst kurvenarme Straße für den Transport der Raketenstufen vom Hafen Qinglan zu den Raumfahrzeugmontagegebäuden benötigte, wurde eine breite Brücke über das Hafenbecken gebaut. Grundsteinlegung war am 8. März 2010,
am 25. September 2012 fand der Brückenschluss statt,
und am 18. Dezember 2012 wurde die „Große Qinglan-Brücke“ (清澜大桥) dem Verkehr übergeben. Die Baukosten betrugen 595 Millionen Yuan.
Die Brücke ist mit den Auffahrten insgesamt 1828 m lang, davon die eigentliche Brücke über das Hafenbecken 548 m. Die Hauptöffnung in der Mitte für den Schiffsverkehr misst 300 m, mit einer lichten Höhe von 25 m über dem Wasserspiegel. Es handelt sich um eine an zwei 106 m hohen Pylonen aufgehängte Schrägseilbrücke, 34 m breit, mit drei Fahrspuren in jeder Richtung und Fußgängerwegen an beiden Seiten. Die Höchstgeschwindigkeit auf der Brücke beträgt 80 km/h, was ein Überqueren innerhalb von 5 Minuten ermöglicht. Die Brücke ist äußerst schwingungsfest und kann Windgeschwindigkeiten von bis zu 138 km/h, also einem Wirbelsturm der Kategorie 1 widerstehen. Wenchang liegt auf der Wangwu-Wenjiao-Verwerfung und ist daher stark erdbebengefährdet.
Während im restlichen China Brücken üblicherweise so gebaut werden, dass sie Erdbeben der Stärke 8–8,5 auf der Richterskala widerstehen können, ist die Qinglan-Brücke für Erdbeben der Stärke 9 ausgelegt.

## Kokoswirtschaft

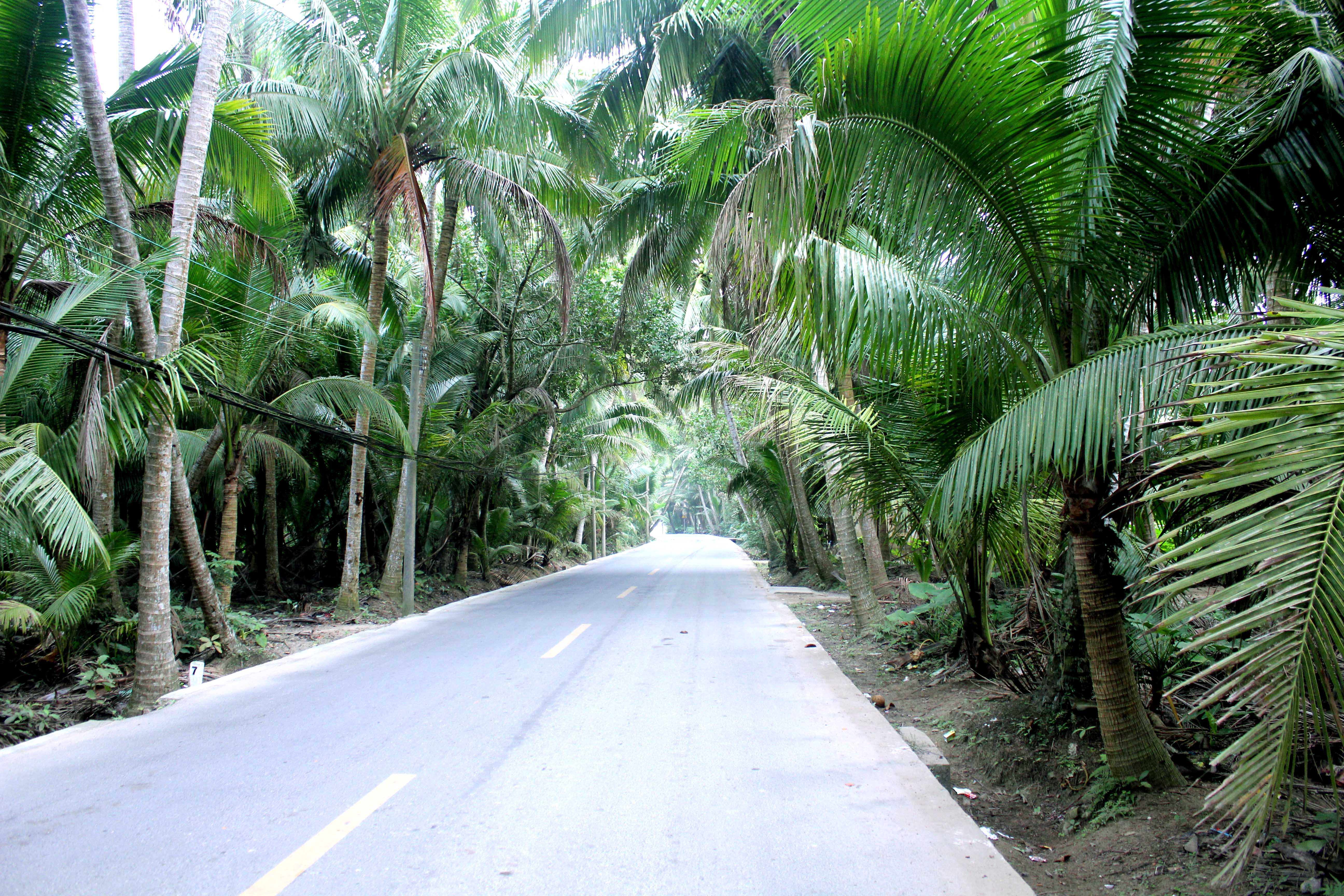
Kokoswald bei Yelin

Etwa die Hälfte der in Hainan produzierten Kokosnüsse kommt aus Wenchang, und innerhalb von Wenchang vorwiegend aus Dongjiao. Auf dem Gebiet der Großgemeinde sind insgesamt 4533 ha Land mit 2 Millionen Kokospalmen bepflanzt, womit pro Jahr 78 Millionen Yuan erwirtschaftet werden (Stand 2017). Die Kokosnüsse werden vor Ort verarbeitet und stellen das wirtschaftliche Hauptstandbein der Großgemeinde dar. Es gibt in Dongjiao eine ganze Reihe von Betrieben, wo aus Kokosnüssen Nahrungsmittel wie Kokosraspel
oder Kokoswasser hergestellt werden,
auch industrielles Kokosöl,
Kokosfaser-Produkte (hauptsächlich Matten und Matratzeneinlagen), Aktivkohle aus  Kokosnussschalen oder kunsthandwerkliche Produkte aus mit Schnitzereien verzierten Kokosnüssen.
Die Kokoswälder werden auch als touristische Ressource genutzt. So wurde 1989, ein Jahr nachdem Hainan aus Guangdong herausgelöst und zur selbstständigen Provinz erhoben wurde, ein Strandbereich im Süden der Großgemeinde, auf dem Gebiet des Verwaltungsdorfs Jianhuashan, als Feriengebiet ausgewiesen, das damals erste der Insel. Hotels wurden gebaut, und um 1995/97, auf dem Höhepunkt der Korruption unter Staatspräsident Jiang Zemin und Provinzgouverneur Ruan Chongwu, hatte auch das „Kokoswald-Landschaftsgebiet Dongjiao“ (东郊椰林风景区), im Ausland als Dongjiao Coconut Grove Scenic Area bekannt, seine profitabelste Zeit. Danach sanken die Übernachtungszahlen wieder. Im Jahr 2002 beherbergten die damals 20 Hotels mit insgesamt 1200 Betten rund 192.000 in- und ausländische Gäste.
Heute gilt besagtes Landschaftsgebiet als naturbelassen und ruhig.